# Iosif Sifakis
Iosif Sifakis (în greacă Ιωσήφ Σηφάκης, în franceză Joseph Sifakis; n. 1946, Iraklion, Grecia) este un informatician grec, laureat al Premiului Turing în 2007 împreună cu E. Allen Emerson și Edmund Clarke, pentru dezvoltarea conceptului de model checking.
1. ↑   https://www.ae-info.org/ae/User/Sifakis_Joseph Lipsește sau este vid: |title= (ajutor)
2. ↑   https://www.nasonline.org/news-and-multimedia/news/2024-nas-election.html Lipsește sau este vid: |title= (ajutor)
3. ↑   https://www.acm.org/media-center/2012/december/acm-fellows-named-for-computing-innovations-that-advance-technologies-in-information-age, accesat în 24 iunie 2024 Lipsește sau este vid: |title= (ajutor)